# Johann I. (Dänemark, Norwegen und Schweden)

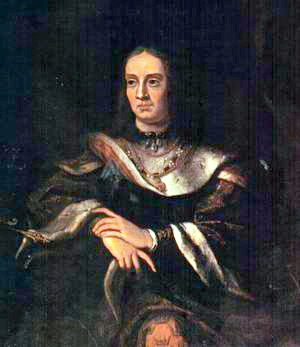
Johann I.

Johann I.

Johann I., genannt Hans (* 5. Juni 1455 in Aalborg; † 20. Februar 1513 ebenda) war König von Dänemark (1481–1513), Norwegen (1483–1513) und Schweden (1497–1501 als König Johann II.) sowie Herzog von Schleswig und Holstein.

## Leben
Johann wurde als dritter Sohn von König Christian I. und dessen Gemahlin Dorothea von Brandenburg am 2. Februar 1455 im Schloss Aalborghus im Norden Jütlands geboren. Seine beiden älteren Brüder waren bereits vor seiner Geburt als Kleinkinder verstorben. Seine überlebenden jüngeren Geschwister waren Margarethe, die den schottischen König Jakob III. heiratete und Urgroßmutter von Maria Stuart wurde, und der fünfzehn Jahre jüngere Friedrich, der 1523–1533 ebenfalls König von Dänemark und Norwegen war. Johann wurde bereits 1456 als Einjähriger zum Thronfolger in Dänemark vom dänischen Reichsrat und 1458 auch vom norwegischen und vom schwedischen Reichsrat zum Thronfolger gewählt.

### König in Dänemark, Norwegen und Schweden
Nach dem Tod Christians I. am 22. Mai 1481 folgte Johann ihm als dänischer König nach. Hier verlief die Regierungsübernahme reibungslos, da die dänischen Landthingen Johann bereits 1467 gehuldigt hatten und seine Mutter, die Königinwitwe Dorothea, ihn als Thronfolger unterstützte. In Dänemark, formal bis 1660/61 eine Wahlmonarchie, fand der offizielle Wahlakt am 5. Mai 1482 durch den dänischen Reichsrat statt und bestätigte Johann als regierenden König.
Obwohl sein Vater ihn bereits 1458, kurz nach seiner eigenen Wahl zum schwedischen König im Rahmen der Kalmarer Union, von den Reichsräten von Schweden und Norwegen zu seinem Nachfolger hatte wählen lassen, beharrte Schweden nach Christians Tod auf seiner Souveränität und dem Recht, seinen König selbst zu wählen. Der norwegische Reichsrat stimmte am 13. Januar 1483 in Halmstad der Wahl von König Johann zu, während Schweden unter seinem Reichsverweser Sten Sture unabhängig blieb. Um sich gegen Sten Sture behaupten zu können, schloss Johann 1495 einen Vertrag mit dem Zaren Iwan III., der einen gemeinsamen  Krieg gegen Schweden zur Folge hatte. 1497 endete der Krieg damit, dass Johann dank der Unterstützung des mit Sten Sture unzufriedenen schwedischen Adels auf den schwedischen Thron gelangte, den er jedoch nur bis 1501 halten konnte, als Svante Sture einen Aufstand des Adels gegen ihn führte. Zwar bekam Johann 1505 in Kalmar die Krone zugesprochen und Schweden wurde vom römisch-deutschen König Maximilian I. zu Tributzahlungen verpflichtet, aber er erhielt die Krone nicht zurück. Stattdessen kündigte Russland 1508 den Vertrag mit Dänemark und  verbündete sich mit Schweden. Auch die Hansekaufleute, deren Privilegien Johann als Konkurrenz für die einheimische Wirtschaft beschnitt, verbündeten sich mit Schweden.
Wie bereits sein Vater Christian I. sorgte Johann frühzeitig für die Anerkennung seines Sohnes als Thronfolgers. Die dänischen Landthinge wählten seinen 1481 geborenen Sohn Christian im Jahr 1487 zum Thronfolger und huldigten ihm. In Norwegen erfolgte die Huldigung zwei Jahre später. Einerseits wollte Johann damit eine reibungslose Nachfolge im Königreich gewährleisten, andererseits die Ansprüche seines Bruders Friedrich auf eine Teilung Dänemarks abwehren. Herzog Friedrich hatte sich zur Bekräftigung seiner Ansprüche den Titel eines „Erbe zu Norwegen“ zugelegt. Darüber hinaus beschloss 1494 die dänische Ständeversammlung, eine Teilung Dänemarks unter verschiedene Herren könne es nur mit der Zustimmung der Reichsstände geben.
im Jahre 1510 übertrug Johann I. des Amtes eines Flottenvorstehers an den Adeligen Henrik Krummedike, was als Gründung der Dänischen Marine angesehen wird, die sich im Krieg gegen Schweden und Lübeck sofort bewährte.

### Herzog von Schleswig und Holstein
Der Vertrag von Ripen von 1460, der eine Erbteilung der Landesherrschaft verhindern sollte, erlaubte der schleswig-holsteinischen Ritterschaft die Wahl eines Herzogs unter den Söhnen des Königs. Die Königinmutter Dorothea dachte in dynastischen Kategorien und wollte, nachdem ihr Ältester als König von Dänemark feststand, ihren jüngeren Sohn Friedrich mit den Herzogtümern Schleswig und Holstein versorgt sehen. Dorothea betrieb zielgerichtet eine Konsolidierung der Finanzen, indem sie systematisch verpfändete Güter einlöste und so zu einer mächtigen Lehnsinhaberin sowohl in Schleswig als auch in Holstein wurde. Ohne ihre Mitwirkung konnten die Landstände keine grundlegenden Entscheidungen treffen. Dorothea drängte 1482 die Stände zur Wahl ihres Sohnes Friedrich zum Herzog von Schleswig und Holstein. Diese verlangten jedoch zunächst den offiziellen Verzicht König Johanns auf eine Kandidatur, da sie den Frieden in den Herzogtümern sonst als bedroht ansähen. Johann lehnte einen Verzicht ab und forderte mehrfach vom Lübecker Bischof die Belehnung mit Holstein. Die Bischöfe von Lübeck hatten von Kaiser Sigismund 1434 das Recht erhalten, als dessen Vertreter die Belehnung des Herzogtums Holstein durchzuführen. Erst auf dem Kieler Landtag Ende 1482 kam es zu einer Einigung, nach der beide Brüder zu Herzögen gewählt wurden. Johann übernahm bis zur Volljährigkeit seines Bruders 1489 die Regentschaft für ihn.

#### Teilung und gemeinsame Herrschaft in Schleswig-Holstein
Acht Jahre nach dem Herrschaftsantritt der beiden Herzöge begannen die Verhandlungen zur Aufteilung Schleswig-Holsteins in zwei Herrschaftsbereiche, da Herzog Friedrich das Alter der Volljährigkeit erreichte. Die Verhandlungen für Friedrich führte seine Mutter Dorothea und am 10. August 1490 wurde der Teilungsvertrag auf der Siegesburg unterzeichnet und besiegelt. Nach dem Grundsatz „Der Ältere teilt, der Jüngere wählt“ ließ König Johann seinem Bruder die erste Wahl. Dieser entschied sich für den Anteil, der nach dem Residenzschloss den Namen Schleswig-Holstein-Gottorf erhielt. Johann bekam den Anteil, der Schleswig-Holstein-Segeberg genannt wurde, und es verblieb ein dritter Teil, der gemeinsam von beiden Fürsten regiert wurde. Die einzelnen Landesteile mit Ämtern, Städten und Landschaften waren so über beide Herzogtümer verteilt, dass sich keine räumliche Trennung Schleswig-Holsteins entwickeln konnte. Ein Blick auf die Landkarte nach der Aufteilung vermittelt den Eindruck, die einzelnen Gebiete wirkten eher wie eine Klammer und hielten Schleswig und Holstein noch stärker zusammen. Den ständischen Forderungen nach der Unteilbarkeit der beiden Herzogtümer wurde damit Genüge getan. Die gemeinschaftliche Herrschaft drückte sich darin aus, dass beide Brüder den Titel Herzog von Schleswig und Holstein trugen, gemeinsame Landtage abgehalten wurden, Belehnungen in beider Namen erfolgten, Steuern nur gemeinsam erhoben werden konnten und Bischöfe, Klöster, Ritter und Adelige beiden Herzögen unterstanden. Die Landesverteidigung oblag beiden Regenten gemeinsam. Die vermeintlichen Hoheitsrechte über Hamburg und Dithmarschen blieben ebenfalls ungeteilt bei beiden Fürsten. Eine vereinigte Regierung sah der Teilungsvertrag hingegen nicht vor.

#### Krieg gegen Dithmarschen
Christian I. hatte sich 1473 auf eine Pilgerreise nach Rom begeben und traf in Rothenburg ob der Tauber mit Kaiser Friedrich III. zusammen. Auf Bitten Christians erhob der Kaiser die Grafschaften Holstein und Stormarn zu einem Herzogtum  und erklärte Dithmarschen zu einem Teil Holsteins. Die Dithmarscher Bauernrepublik erkannte diese Regelung nicht an, argumentierte mit der Zugehörigkeit zum Erzbistum Bremen und erwirkte eine päpstliche Bulle, die diese Zugehörigkeit auch bestätigte. Christian I. erlangte die Herrschaft über Dithmarschen bis zu seinem Tode nicht. Die Dithmarscher sicherten sich 1493 durch die Verlängerung des Schutzbündnisses mit Lübeck, dem auch die Hansestädte Lüneburg und Hamburg beitraten, politische und militärische Rückendeckung. 
1500 versuchten beide Herzöge unter Berufung auf den kaiserlichen Lehnsbrief, die  Bauernrepublik Dithmarschen ihrem Herzogtum einzuverleiben. Johann und Friedrich rüsteten zur Eroberung der Bauernrepublik ein Heer aus, dem etwa 150 Ritter aus den Adelsgeschlechtern Schleswigs und Holsteins sowie eine größere Anzahl Söldner angehörten. Auch zwei Vettern König Johanns, die Grafen Adolf und Otto von Oldenburg, schlossen sich dem Heereszug an. Am 17. Februar 1500 erlitt dieses Aufgebot in der Schlacht bei Hemmingstedt eine vernichtende Niederlage. Ein Großteil der Ritter sowie die beiden Oldenburger Grafen fielen in der Schlacht. Der König und sein Bruder entkamen nur mit knapper Not nach Meldorf und flohen dann weiter in ihre Herzogtümer.
Nach dem Tod Johanns am 20. Februar 1513 in Aalborg wurde sein Sohn Christian König von Dänemark und Schweden sowie Herzog von Schleswig-Holstein-Segeberg.

## Heirat und Nachkommen
1478 heiratete er Christina von Sachsen, Tochter von Kurfürst Ernst von Sachsen, und hatte mit ihr folgende Kinder:
- Johann (* 1479)
- Ernst
- Christian II. (* 1. Juli 1481; † 25. Januar 1559)
- Jakob (* um 1484; † 29. Oktober 1566)
- Elisabeth (* 24. Juni 1485; † 10. Juni 1555) ⚭ Joachim I., Kurfürst von Brandenburg
- Franz (* 15. Juli 1497; † 1. April 1511)

## Vorfahren
|  |                                                            |  |  |  |  |  |  |  |  |  |  |  |  |
|  | Christian V. von Oldenburg                                 |  |  |  |  |  |  |  |  |  |  |  |  |
|  |                                                            |  |  |  |  |  |  |  |  |  |  |  |  |
|  |                                                            |  |  |  |  |  |  |  |  |  |  |  |  |
|  | Dietrich von Oldenburg (1390–1440)                         |  |  |  |  |  |  |  |  |  |  |  |  |
|  |                                                            |  |  |  |  |  |  |  |  |  |  |  |  |
|  |                                                            |  |  |  |  |  |  |  |  |  |  |  |  |
|  | Agnes von Honstein                                         |  |  |  |  |  |  |  |  |  |  |  |  |
|  |                                                            |  |  |  |  |  |  |  |  |  |  |  |  |
|  |                                                            |  |  |  |  |  |  |  |  |  |  |  |  |
|  | Christian I. (Dänemark, Norwegen und Schweden) (1426–1481) |  |  |  |  |  |  |  |  |  |  |  |  |
|  |                                                            |  |  |  |  |  |  |  |  |  |  |  |  |
|  |                                                            |  |  |  |  |  |  |  |  |  |  |  |  |
|  | Gerhard VI. (Holstein-Rendsburg) (1367–1404)               |  |  |  |  |  |  |  |  |  |  |  |  |
|  |                                                            |  |  |  |  |  |  |  |  |  |  |  |  |
|  |                                                            |  |  |  |  |  |  |  |  |  |  |  |  |
|  | Heilwig von Schleswig und Holstein (ca. 1398/1400–1436)    |  |  |  |  |  |  |  |  |  |  |  |  |
|  |                                                            |  |  |  |  |  |  |  |  |  |  |  |  |
|  |                                                            |  |  |  |  |  |  |  |  |  |  |  |  |
|  | Elisabeth von Braunschweig                                 |  |  |  |  |  |  |  |  |  |  |  |  |
|  |                                                            |  |  |  |  |  |  |  |  |  |  |  |  |
|  |                                                            |  |  |  |  |  |  |  |  |  |  |  |  |
|  | Johann I. (Dänemark, Norwegen und Schweden) (1455–1513)    |  |  |  |  |  |  |  |  |  |  |  |  |
|  |                                                            |  |  |  |  |  |  |  |  |  |  |  |  |
|  |                                                            |  |  |  |  |  |  |  |  |  |  |  |  |
|  | Friedrich I. (Brandenburg) (1371–1440)                     |  |  |  |  |  |  |  |  |  |  |  |  |
|  |                                                            |  |  |  |  |  |  |  |  |  |  |  |  |
|  |                                                            |  |  |  |  |  |  |  |  |  |  |  |  |
|  | Johann (Brandenburg-Kulmbach) (1406–1464)                  |  |  |  |  |  |  |  |  |  |  |  |  |
|  |                                                            |  |  |  |  |  |  |  |  |  |  |  |  |
|  |                                                            |  |  |  |  |  |  |  |  |  |  |  |  |
|  | Elisabeth von Bayern (1383–1442)                           |  |  |  |  |  |  |  |  |  |  |  |  |
|  |                                                            |  |  |  |  |  |  |  |  |  |  |  |  |
|  |                                                            |  |  |  |  |  |  |  |  |  |  |  |  |
|  | Dorothea von Brandenburg-Kulmbach (1430–1495)              |  |  |  |  |  |  |  |  |  |  |  |  |
|  |                                                            |  |  |  |  |  |  |  |  |  |  |  |  |
|  |                                                            |  |  |  |  |  |  |  |  |  |  |  |  |
|  | Rudolf III. (Sachsen-Wittenberg) (um 1373–1419)            |  |  |  |  |  |  |  |  |  |  |  |  |
|  |                                                            |  |  |  |  |  |  |  |  |  |  |  |  |
|  |                                                            |  |  |  |  |  |  |  |  |  |  |  |  |
|  | Barbara von Sachsen-Wittenberg (1405–1465)                 |  |  |  |  |  |  |  |  |  |  |  |  |
|  |                                                            |  |  |  |  |  |  |  |  |  |  |  |  |
|  |                                                            |  |  |  |  |  |  |  |  |  |  |  |  |
|  | Anna († 1395)                                              |  |  |  |  |  |  |  |  |  |  |  |  |
|  |                                                            |  |  |  |  |  |  |  |  |  |  |  |  |
|  |                                                            |  |  |  |  |  |  |  |  |  |  |  |  |